# 交通安全環境研究所
交通安全環境研究所（こうつうあんぜんかんきょうけんきゅうじょ、英語: National Traffic Safety and Environment Laboratory）とは、国土交通省所管の独立行政法人自動車技術総合機構の内部機関。

## 概要
- 所在：東京都調布市深大寺東町7-42-27
- 自動車試験場 ：埼玉県熊谷市御稜威ヶ原1-1
- 自動車試験場第二地区 ：埼玉県熊谷市上之2959-22

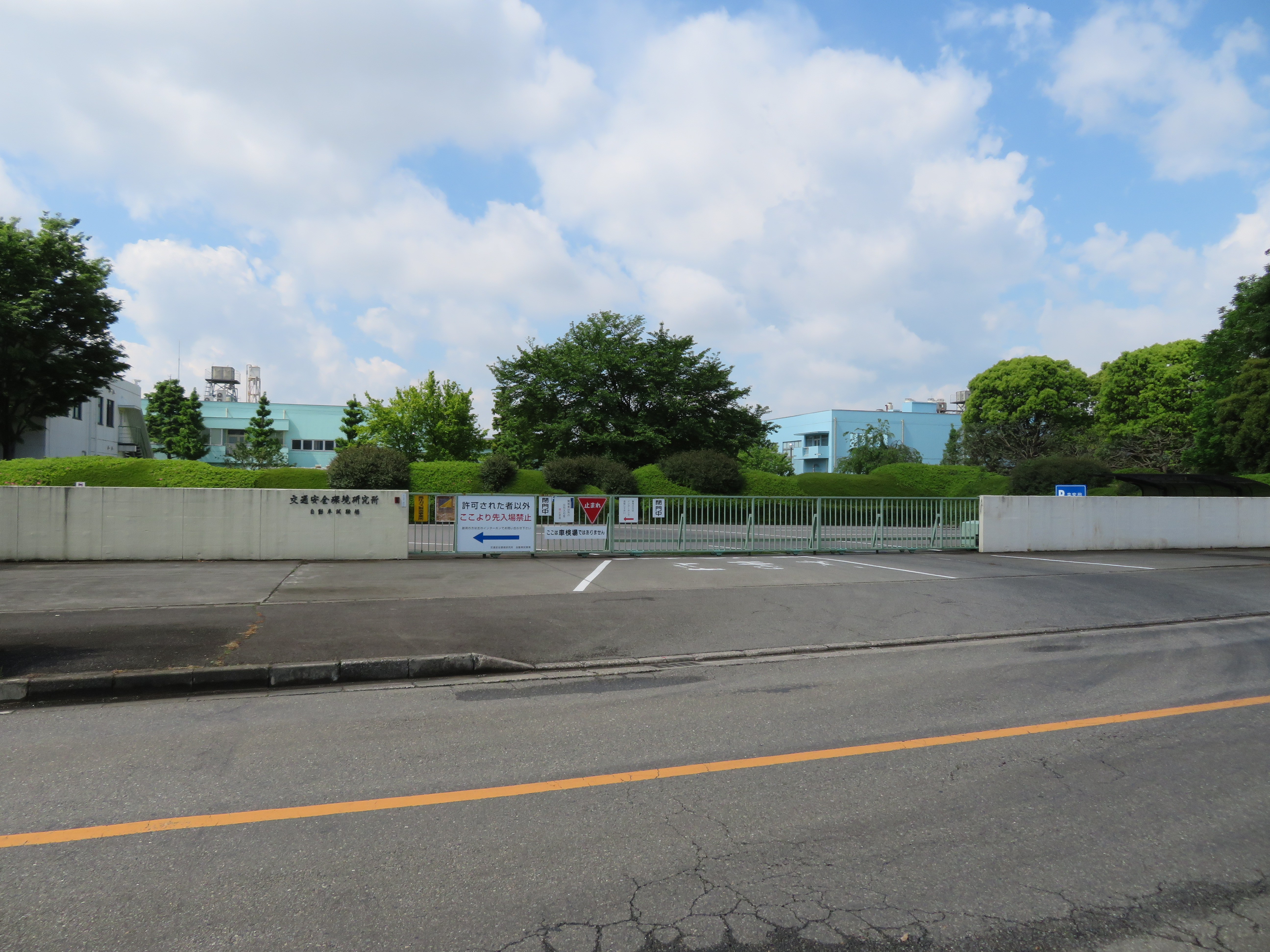
自動車試験場

## 構成
5部1室から構成されている。
- 自動車認証審査部
自動車型式指定制度に基づき、自動車等の安全・環境基準への適合性について、公正・中立な立場で技術的な審査を行う我が国[どこ?]で唯一の認証審査機関。
自動車認証審査の確実な実施を通じ、基準不適合車の生産・流通を未然に防止し、自動車に係る国民の安全・安心の確保及び環境の保全に貢献。
- リコール技術検証部
自動車ユーザーの一層の安全と安心につなげるため、自動車の不具合の原因が設計又は製作過程にあるかの技術的な検証を通じ、リコールの実施に貢献。
また、高度化・複雑化する自動車の新技術や不具合に対応するため、外部機関との連携等を実施。

- 環境研究部
各種の環境課題の解決、高度化･複雑化する環境規制･環境技術への対応等の観点から、基準策定・試験方法の改善等のための研究を実施し、公害の防止に貢献。
交通分野における地球温暖化の防止・環境負荷の低減・省エネルギーの推進・エネルギー源の多様化等に関する課題分析と施策提言を行う観点から、燃費基準の高度化・有害物質排出・騒音の評価方法の高度化等、環境にやさしい交通行動や環境負荷の低減に資する研究を実施。
- 自動車安全研究部
自動運転システム等の高度化・複雑化する新技術に対応した安全基準・技術評価手法の開発、運転者や歩行者の視点に立った自動車の安全についての研究等を通じ、自動車交通の安全リスク低減による安全・安心社会の実現に貢献。
交通事故死傷者数の削減を行う観点から、被害軽減のための衝突安全や事故を未然に防ぐ予防安全等のテーマについて、各種の調査・研究の実施。また、点検・整備・検査時審査等に関して、新技術に対応した手法の改善等も提案。
- 国際調和推進統括
国際連合欧州経済委員会自動車基準調和世界フォーラム（UN-ECE/WP.29）で進められている自動車技術基準の国際統一に関する取組みには、日本も参加している。交通安全環境研究所は国の活動を支援する立場から、WP.29の下に組織されている様々な会議に参加するとともに、研究成果や認証審査の知見を活用し、我が国[どこ?]の先駆的な自動車技術に基づく基準・試験方法等について積極的に提案を行い、自動車技術基準の国際統一化に貢献している。
- 鉄道認証室
2012年に我が国[どこ?]初の鉄道分野における認証機関として国際規格（ISO/IEC 17065)に適合した認証機関として認定を取得し、2023年現在、IEC 62278 (RAMS)、IEC 62425(セーフティーケース)、IEC 62279（ソフトウェア安全）、IEC 62280（通信）を認定範囲の規格として認証業務を実施。 国際規格（ISO/IEC 17065）に基づく認証活動を通じ、鉄道製品・技術の国際展開に貢献。
- 交通システム研究部
鉄道、LRT（低床式次世代路面電車）等の交通システムに係る安全・安心及び安定輸送の確保に貢献するため、事故の原因究明、省コストで安全性の高い事故防止策の検討、新たなシステム・車両の技術評価等に取り組むとともに、公共交通の利用促進等を通じ、環境問題の改善に貢献。
加えて、地域交通の持続可能な維持・活性化、高齢者や交通弱者の移動の安全・安心の確保、自動車と鉄道等の技術連携など、陸上交通の総合的な安全・環境に係る課題についても実施。

## 沿革
- 1950年（昭和25年）4月1日 - 運輸省に運輸技術研究所を設立。[2]
- 1963年（昭和38年）4月1日 - 船舶技術研究所に改称。[3]
- 1970年（昭和45年）7月1日 - 交通安全公害研究所として独立。[4]
- 2001年（平成13年）1月6日 - 国土交通省に移管。[5]
- 2001年（平成13年）4月1日 - 独立行政法人化により独立行政法人交通安全環境研究所が発足。
- 2016年（平成28年）4月1日 - 自動車検査独立行政法人と統合し、独立行政法人自動車技術総合機構の内部研究所となる。